# اندیس سیلیس ویستان عمارلو
سیلیس ویستان عمارلو یک اندیس غیرفلزی است که در حوالی شهر جیرنده استان گیلان قرار دارد و مادهٔ معدنی موجود در آن، سیلیس است.سنگ میزبان این اندیس آهک است و دیرینگی آن به دوران پرمین می‌رسد.